# Avocettina
Genre
Le genre Avocettina regroupe plusieurs espèces de poissons marins de forme allongée et vivant généralement en eaux profondes (avec comme maximum −4 580 m pour A. infans).
On les rencontre dans tous les océans du globe à l'exception des océans Arctique et Austral.
Leur taille varie selon les espèces de 50 à 80 cm.

## Liste des espèces
- Avocettina acuticeps (Regan, 1916)
- Avocettina bowersii (Garman, 1899)
- Avocettina infans (Günther, 1878)
- Avocettina paucipora Nielsen et Smith, 1978

## Référence
- Jordan & Davis : A preliminary review of the apodal fishes or eels inhabiting the waters of America and Europe. Report U.S. Commissioner of Fisheries 16: 581–677